# Niger (Fluss)
Der Niger ist mit 4184 Kilometern nach dem Nil und dem Kongo der drittlängste Strom Afrikas. Von seinen Quellen in den Bergen Guineas bis zu seiner rund 2000 km weiter östlich liegenden Mündung am Golf von Guinea strömt er in einem weiten Halbkreis durch Mali, den Süden des Staates Niger, entlang der Grenze von Benin und schließlich durch das bevölkerungsreiche Nigeria, wo er im über 200 km breiten Nigerdelta in den Atlantik mündet.
Der Fluss versorgt annähernd 110 Millionen Menschen, die direkt an seinen Ufern leben, mit Wasser. Sein Einzugsgebiet umfasst etwa 2,261 Millionen Quadratkilometer, darunter Wüstengebiete unsicherer Zuordnung in weiteren vier oder fünf Staaten.

## Verlauf
Der Niger entspringt in der Region Tembakounda auf 745 m Höhe in den Daro-Bergen der Region Faranah im Staat Guinea, unweit der Grenze zu Sierra Leone. Er vereinigt sich mit dem Mafou, dem Niandan und dem Milo und erreicht die Stadt Siguiri, bevor er Guinea verlässt. Der Fluss fließt in einem Bogen nach Nordosten, quert Bamako und bildet in Mali das große Niger-Binnendelta, die Massina, deren wichtigste Hafenstadt Mopti ist. Anschließend wendet er sich nach Timbuktu, wo er die Südsahara quert und seine Fließrichtung in Richtung Südosten ändert. Bei Gao fließt er an der roten Düne von Koyma vorbei und erreicht wieder die Region des Sahel. Er durchquert dann den Staat Niger, dessen Hauptstadt Niamey an seinen Ufern erbaut ist. Im weiteren Verlauf bildet er teilweise die Grenze zu Benin, wo im Dreiländereck der Staaten Niger, Burkina Faso und Benin der W-Nationalpark an einer W-förmigen Biegung des Flusses liegt. Von dort aus fließt er weiter nach Nigeria. Nach Verlassen des Kainji-Stausees durchfließt er im westlichen Teil Nigerias die Lower Kaduna-Middle Niger Floodplains, ein Schutzgebiet der Ramsar-Konvention. Auf der Höhe von Lokoja nimmt er den linken Nebenfluss Benue auf, verlässt die Großlandschaft Sudan und erreicht die Regenwaldgebiete Nigerias. Auf der Höhe der Stadt Onitsha beginnt der Niger sich aufzufächern und das Nigerdelta auszubilden. Das Flusswasser erreicht den Golf von Guinea, der Teil des Südatlantiks ist, in mehreren Flussarmen, von denen der Forcados, Nun und Escravos die drei großen Mündungsarme bilden. Somit durchquert er Gebirge, Regenwald, Steppe, Savanne und Wüste.

## Gewässerdaten

### Einzugsgebiet
Das Einzugsgebiet des Niger nimmt 7,5 % der Fläche des afrikanischen Kontinents ein und erstreckt sich über 10 Staaten. Allerdings sind die Angaben über seine Fläche stark abweichend. Das liegt daran, dass bei der Bemessung nicht aktiv zum Abfluss beitragende Flächen manchmal mitgezählt werden und manchmal nicht. Das geografische Abflussbecken hat eine Fläche von zirka 2.200.000 km². Die aktive Fläche dagegen wird mit etwa 1.500.000 km² angenommen. Bei der Differenz handelt es sich zum großen Teil um das Azawagh-Becken, das sich bis Algerien erstreckt. Daher unterscheiden sich die Angaben nach der Mündung des Dallol Bosso mitunter sehr stark.
Geografisch teilt es sich wie folgt auf (ausgehend von 2,274 Mio. km²):
| Staat          | Einzugsgebiet der Landesfläche in [km²] | Prozent der Fläche des Einzugsgebiets | Prozent der Landesfläche |
| -------------- | --------------------------------------- | ------------------------------------- | ------------------------ |
| Guinea         | 097.780                                 | 04,3                                  | 39,4                     |
| Elfenbeinküste | 022.739                                 | 01,0                                  | 07,4                     |
| Mali           | 579.856                                 | 25,5                                  | 46,7                     |
| Burkina Faso   | 077.314                                 | 03,4                                  | 28,0                     |
| Algerien       | 193.285                                 | 08,5                                  | 08,1                     |
| Benin          | 045.479                                 | 02,0                                  | 41,2                     |
| Niger          | 563.939                                 | 24,8                                  | 44,5                     |
| Tschad         | 020.466                                 | 00,9                                  | 01,6                     |
| Kamerun        | 088.684                                 | 03,9                                  | 18,8                     |
| Nigeria        | 584.404                                 | 25,7                                  | 63,2                     |
| Gesamt         | 2.273.9460.                             | 100,00                                |                          |

### Hydrometrie
Der Abfluss des Niger ist, wie bei den meisten Flüssen der Region, regenzeitabhängig. Er steht unter dem Einfluss des Niederschlagsregimes des westafrikanischen Monsunsystems. Die Durchflussmenge des Flusses wurde 22 Jahre lang (1980 bis 2002) in Onitsha, einer Stadt, etwa 200 km oberhalb der Mündung des Niger gemessen.
In Onitsha, wo der Fluss anfängt, sich in sein Delta aufzufächern, wurden in diesem Zeitraum im Mittel 4720 m³/s gemessen. An der Station Malanville, etwa 1100 km oberhalb der Mündung und grob bei der Hälfte des Einzugsgebietes, betrug die jährliche Durchflussmenge von 1952 bis 1992 im Schnitt 1053 m³/s; dabei wurde ein minimaler Durchfluss von 18 m³/s (nahezu komplett trocken) und ein maximaler Durchfluss von 2726 m³/s beobachtet. Hier Dargestellt die Werte am Pegel Malanville.
- Diagrammdaten:
- Definition |
- Rohdaten |
- Hilfe

Das Niger-Einzugsgebiet mit den dazu gehörigen Klimazonen

Der Niger ist ein so genannter Fremdlingsfluss. Das bedeutet, er entspringt in feuchtem, und durchfließt trockenes Gebiet. Daher variieren seine Abflussmengen sehr stark über den Fließweg durch die durchflossenen Klimazonen. So verliert er im Sahel und im Massina große Mengen an Wasser durch Verdunstung und Bewässerung. Da er aus dem Azawagh-Becken so gut wie keinen Abfluss erhält, bekommt er erst mit den aus Burkina Faso stammenden Sirba und dem Mékrou aus Benin wieder wasserreichere Zuflüsse.
Zudem hat der Abfluss des Niger und seiner Zuflüsse im letzten Jahrhundert stark abgenommen. Untenstehende Tabelle zeigt den Abfluss an den jeweiligen Pegel-Messstationen vor 1960 und zwischen 1980 und 2004.
| Niger-Pegel   | Einzugsgebiet [km²] (abflussaktive Fläche) | Abfluss vor 1960 [m³/s] | Abfluss 1980 bis 2004 [m³/s] |
| ------------- | ------------------------------------------ | ----------------------- | ---------------------------- |
| Siguiri       | 0.067.400                                  | 1015                    | 0755                         |
| Koulikoro     | 0.120.000                                  | 1545                    | 1040                         |
| Delta Zufluss | 0.222.000                                  | 2159                    | 1247                         |
| Diré          | 0.333.000                                  | 1110                    | 0750                         |
| Malanville    | 0.440.000                                  | 1140                    | 0800                         |
| Baro          | 0.730.000                                  | 2525                    | 1370                         |
| Onitsha       | 1.100.000                                  | 7000                    | 4570                         |

### Nebenflüsse

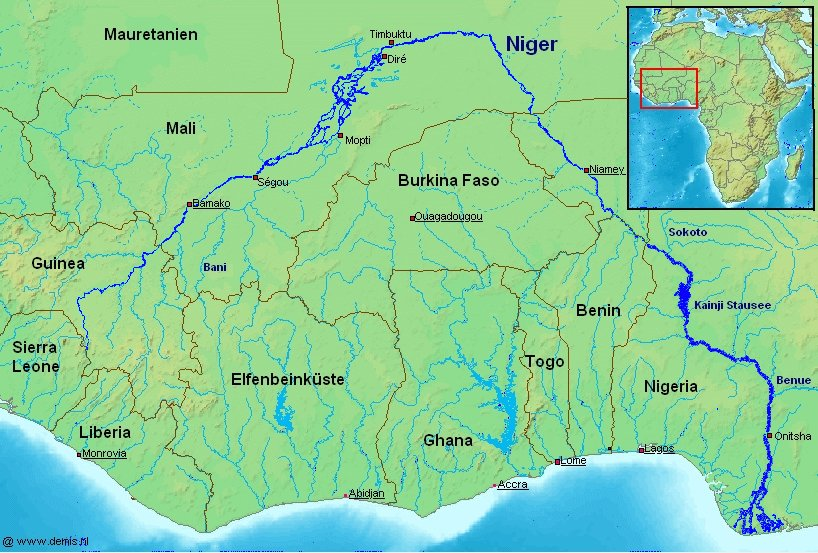
Niger und Nebenflüsse

Haupt-, aber auch letzter größerer Zufluss des Niger ist der Benue, der erst im zentralen Nigeria mündet. Dieser und weitere Zuflüsse sind in Mündungs-Reihenfolge (Auswahl):
| Guinea                              | Mali                     | Niger (aus Burkina Faso)                                 | Benin                     | Nigeria                                                          |
| ----------------------------------- | ------------------------ | -------------------------------------------------------- | ------------------------- | ---------------------------------------------------------------- |
| - Mafou - Niandan - Milo - Tinkisso | - Fié - Sankarani - Bani | - Gorouol - Dargol - Sirba - Goroubi - Diamangou - Tapoa | - Mékrou - Alibori - Sota | - Sokoto - Oli - Moshi - Oshin - Kaduna - Gbako - Gurara - Benue |

## Ortschaften
Ortschaften am Niger sind:
- Asaba
- Bamako
- Dargol
- Faranah
- Gao
- Gaya
- Kollo
- Koulikoro
- Lokoja
- Mopti
- Niamey
- Onitsha

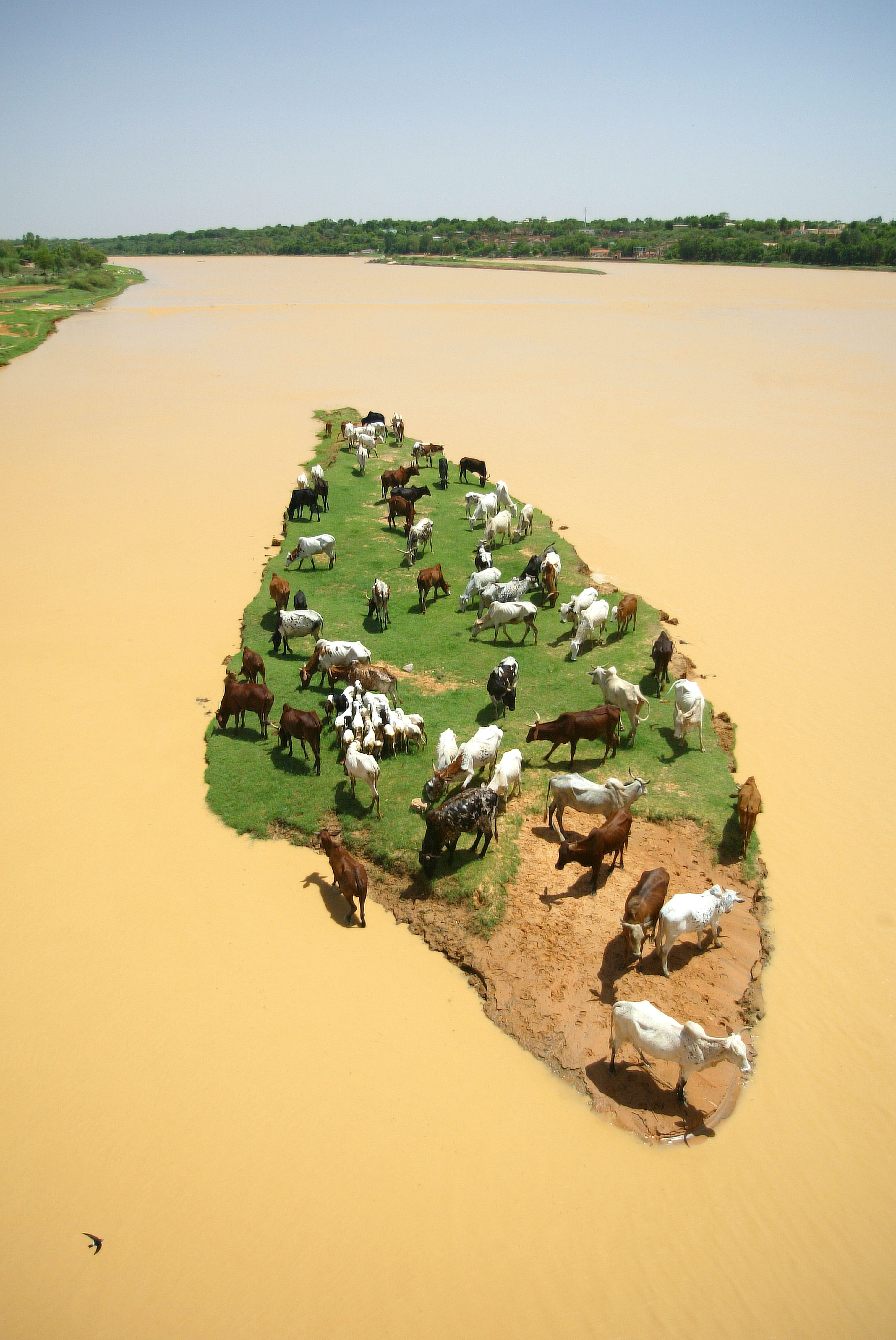
Flussinsel in Niamey

- Port Harcourt – östlich des Nigerdeltas
- Say
- Ségou
- Siguiri
- Tillabéri
- Timbuktu

## Geschichte
Der untypische Verlauf des Niger hat europäischen Forschern über zwei Jahrtausende hinweg Rätsel aufgegeben. In der Antike vermuteten römische Geographen, dass der Fluss nahe Timbuktu Teil des Nils sei, wogegen im 17. Jahrhundert europäische Entdecker überzeugt waren, dass der Fluss nach Westen fließe und in den Fluss Senegal münde.

### Entdeckung durch Europäer

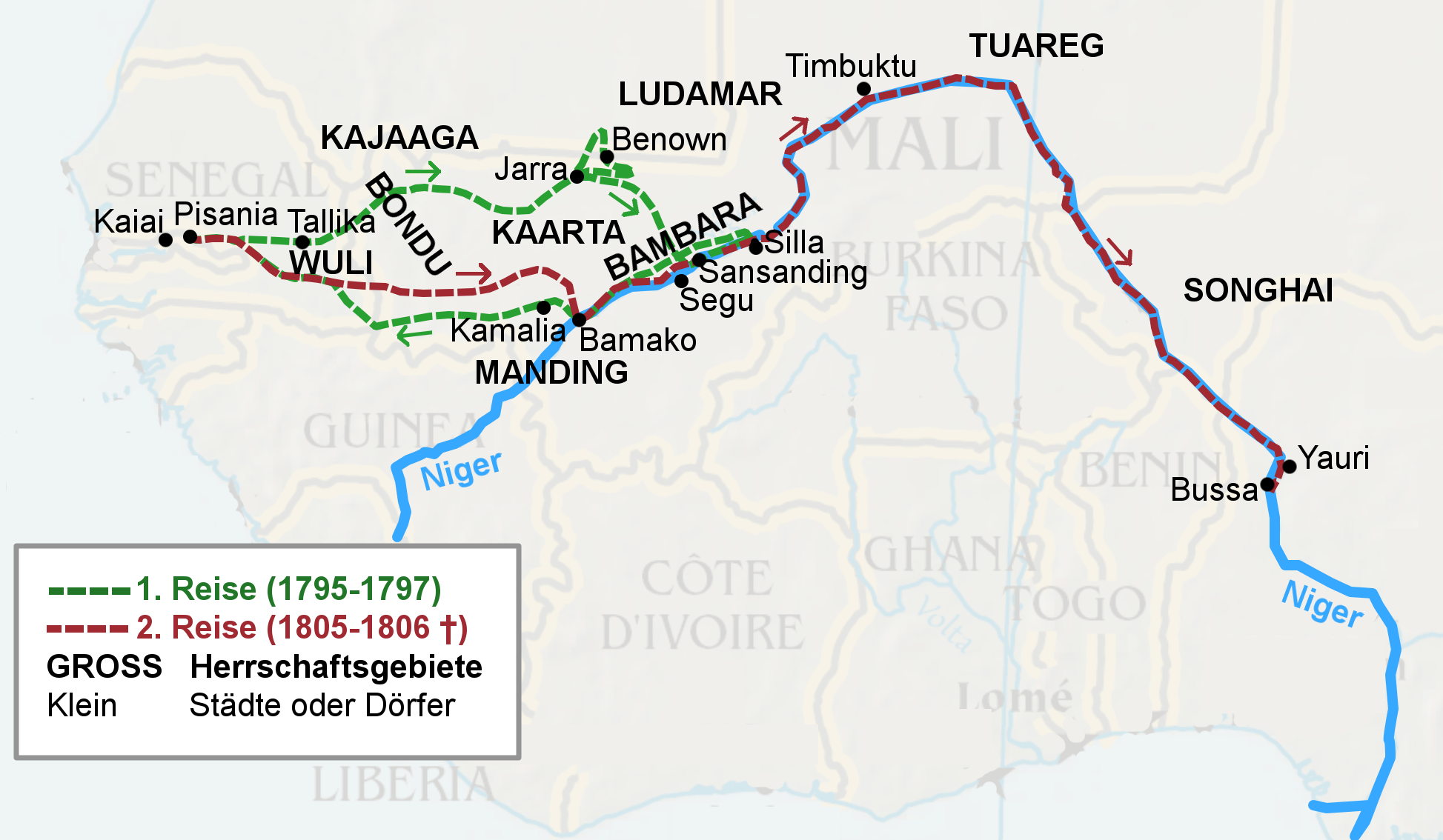
Mungo Parks Forschungsreisen

1796 erreichte der britische Afrikaforscher Mungo Park als einer der ersten Europäer den Lauf des Niger. Sein Reisebericht Travels in the Interior of Africa gilt noch heute als Klassiker. 1805 befuhr er in einer zweiten Expedition den Lauf des Niger zwischen Bamako und Bussa im Nordwesten Nigerias, wo 1806 sein Expeditionsteam und er auf unbekannte Weise starben. 1830 entdeckte eine Expedition der englischen Brüder Richard und John Lander den Verlauf des Niger bis zur Mündung. Die Quelle des Niger wurde von europäischen Forschern (dem Franzosen Marius Moustier und dem Schweizer Josua Zweifel) erst 1879 entdeckt.

### Verlauf
Die Bumerang-Form des Flusses erklären heutige Geographen meist mit einer Theorie, der zufolge der Niger aus zwei alten, miteinander verbundenen Flüssen besteht. Der obere Niger von der Quelle in den Loma Mountains bis zum Nigerknie mündete ursprünglich in einen heute ausgetrockneten See, wohingegen der untere Niger in Hügeln nahe dem See entsprang und nach Süden bis zum Golf von Guinea floss. Als die Sahara 4000–1000 vor Christus austrocknete, änderten beide Flüsse ihren Verlauf und trafen sich. Diese Theorie ist heute allgemein vorherrschend; sie ist auf vereinzelten Widerspruch gestoßen.

### Einzugsgebiet
Während der Grünen Saharazeit (10.000 bis 2000 v. Chr.) hatte der heute endorheische Tschadsee (Mega-Tschad) eine deutlich größere Fläche und seinen Abfluss über den Mayo Kébbi. Somit vergrößerte sich das Einzugsgebiet des Niger um das gesamte Tschadbecken mit einer Größe von 2,434 Mio. km².

## Etymologie
Der Name des Flusses stammt vermutlich vom lateinischen oder portugiesischen Wort für ‚schwarz‘ (niger) als Fehletymologie der Bezeichnung für den Fluss in der Tuareg-Sprache: ghir n-igheren ‚Fluss der Flüsse‘. Die Bezeichnung wurde schon in einer Karte des Claudius Ptolemäus für einen Fluss südlich des Atlas-Gebirges verwendet. Die westafrikanischen Staaten Niger und Nigeria sind nach dem Fluss benannt. Ihre Einwohner haben eine große Zahl verschiedener Namen für den Fluss, darunter Joliba in den Manding-Sprachen und Isa Ber in Songhai. Beide Wörter bedeuten ‚großer Fluss‘. In Mündungsnähe war der Niger auch als Kworra oder Quorra bekannt, bevor erst im 19. Jahrhundert von Europäern erkannt wurde, dass der obere ins Landesinnere fließende Abschnitt weder in den Tschadsee noch in den Nil mündet, sondern nach Süden zum bereits bekannten Quorra abdreht.

## Schiffbarkeit

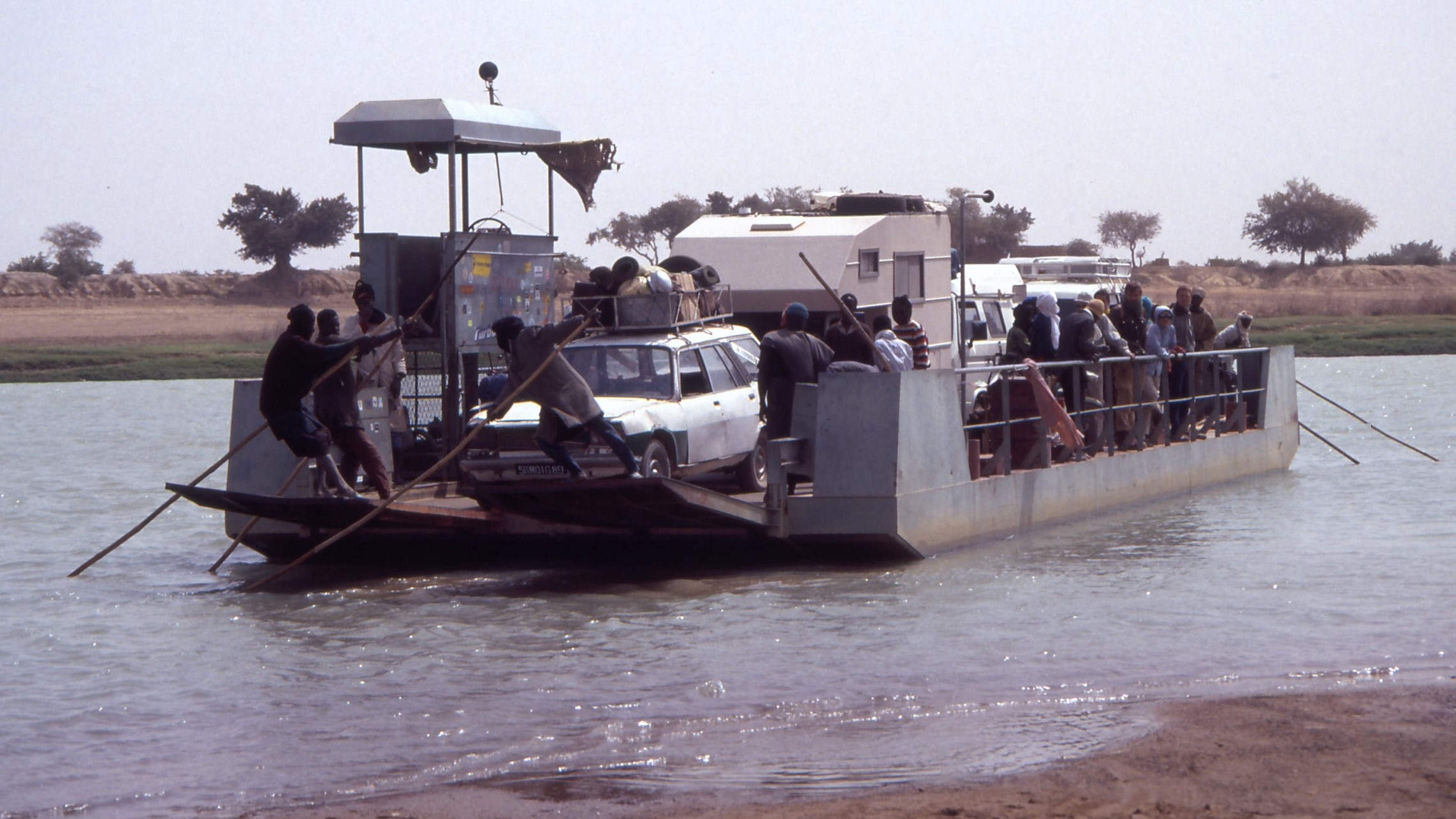
Autofähre über den Niger nahe Mopti

Im oberen Teil ist der Niger mit kleineren Booten bis Bamako schiffbar, wobei aber unter anderem Flusspferde eine gewisse Gefahr darstellen. Danach bilden die rapides de Sotuba und andere Stromschnellen ein Hindernis. Ab Koulikoro, etwa 60 km flussabwärts von Bamako, kann der Strom während der Hochwasserzeit zwischen Oktober und Januar bis nach Lokoja, nahe der Mündung des Nebenflusses Benue in den Niger, mit größeren Booten und Schiffen befahren werden, wenn man von der Barrage de Markala und dem Kainji-Damm absieht. Durch Versandung infolge voranschreitender Dünenbildung verschlechterte sich die Schiffbarkeit des Niger am Nigerknie in den letzten Jahren.

## Niger Basin Authority
Die Niger Basin Authority (französisch Autorité du Bassin du Niger; NBA bzw. ABN) ist eine zwischenstaatliche Organisation, um die Ressourcen des Nigerbeckens gemeinsam zu nutzen und zu fördern.